# Wilaya de Oum El Bouaghi
 (juin 2012).
Si vous disposez d'ouvrages ou d'articles de référence ou si vous connaissez des sites web de qualité traitant du thème abordé ici, merci de compléter l'article en donnant les références utiles à sa vérifiabilité et en les liant à la section « Notes et références ».
La wilaya de Oum El Bouaghi (/u.m‿ɛl.bwa.gi/ ) ; en berbère : ⵜⴰⵎⵏⴰⴹⵜ ⵏ ⵓⵎ ⴻⵍ ⴱⵓⴰⵖⵉ ; en arabe : ولاية أم البواقي) est une wilaya algérienne, issue du découpage administratif de 1974 alors qu'elle dépendait de l'ancien département de Constantine.
Son chef-lieu, Oum El Bouaghi (ex Canrobert pendant la période coloniale), (ex Makomades pendant l'époque romaine), connue par son endroit stratégique et historique où elle fait partie de la région des Chaouis avec la wilaya de Batna et la wilaya de Khenchela. Contrairement à ces deux dernières qui constituent les montagnes des Aurès, la wilaya d'Oum El Bouaghi est au cœur de la culture chaouia de plaine.

## Géographie

### Localisation
| Wilaya de Constantine | Wilaya de Guelma        | Wilaya de Souk Ahras |
| Wilaya de Mila        | wilaya d'Oum El Bouaghi | Wilaya de Tébessa    |
| Wilaya de Batna       | Wilaya de Khenchela     |                      |

### Relief
La wilaya est située au contact du Tell et des Aurès :
- au nord de la wilaya, on distingue les versants méridionaux du Tell, ce sont les Sraouate, terres de transition, ni telliennes, ni steppiques.
- au centre, la haute plaine, l'altitude varie de 750 mètres  à 900 mètres et parsemées parfois de puissants  massifs montagneux isolés (horst) qui se dressent au-dessus de celle-ci.

Le point culminant de la wilaya est le Djebel Guerioun, 1 729 mètres d'altitude près de Aïn M'lila. Il est aussi le plus élevé des hauts plateaux orientaux, le Djebel Sidi Rgheiss 1 635 mètres d'altitude, le Djebel Tolba, le Djebel Nif Ensser à 1 540 mètres au sud de Ain Mlila, le Djebel Fortas 1 477 mètres, le Djebel Ras Erihane 1 426 mètres, au sud de Ain Kercha, le Djebel Hanou Kebir à 1 345 mètres et le Rherour 1 273 mètres. Ceux-là forment l'extension ouest de l'Aurès.
Plus à l'est le Djebel Serdies qui culmine à un peu plus de 1 455 mètres en limite de la wilaya de Tebessa et le Amama 1 337 mètres.
Au sud, les zones des seboukhate est jalonnée par des dépressions endoréiques (Guerah) ou Sebkha (lac salé). Les Guerah sont moins salées que les Sebkhas,.
Le réseau hydrographique est en majorité formé d'oueds endoréiques qui coulent en direction des lacs salés et non vers la mer Méditerranée, sauf l'oued Settara qui se jette dans l'oued Cherf puis l'oued Seybouse, l'oued Boumerzoug, affluent du Rummel,, l'oued Sigus et l'oued Meskiana qui se déverse dans l'oued Mellegue.

### Sols

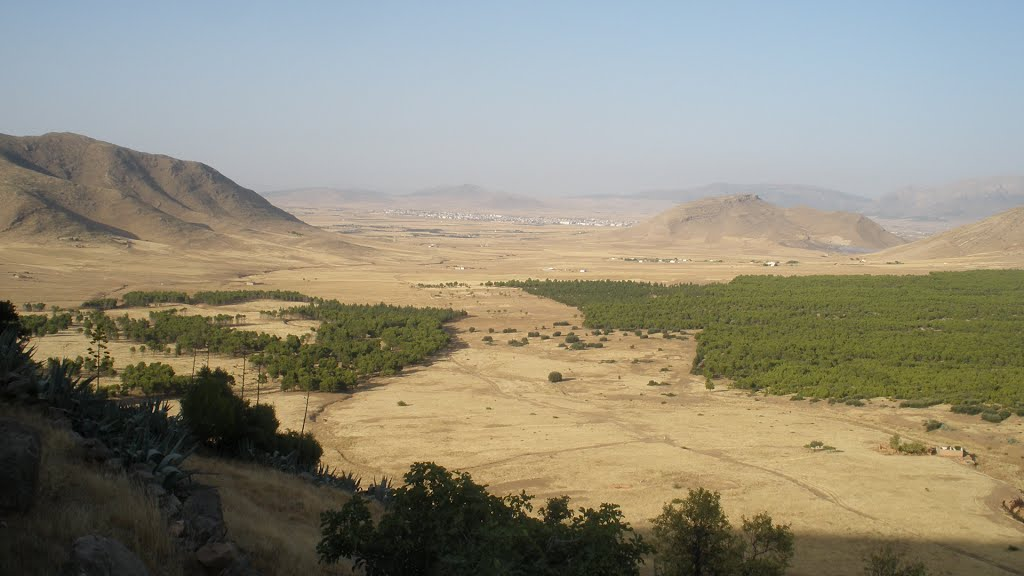
Secteur d'Ouled Belaguel, forêt de pins d'Alep en reboisement, plaine SO de Ain Mlila, au fond Ain Mlila et les contreforts des Dj Fortas et Guérioune

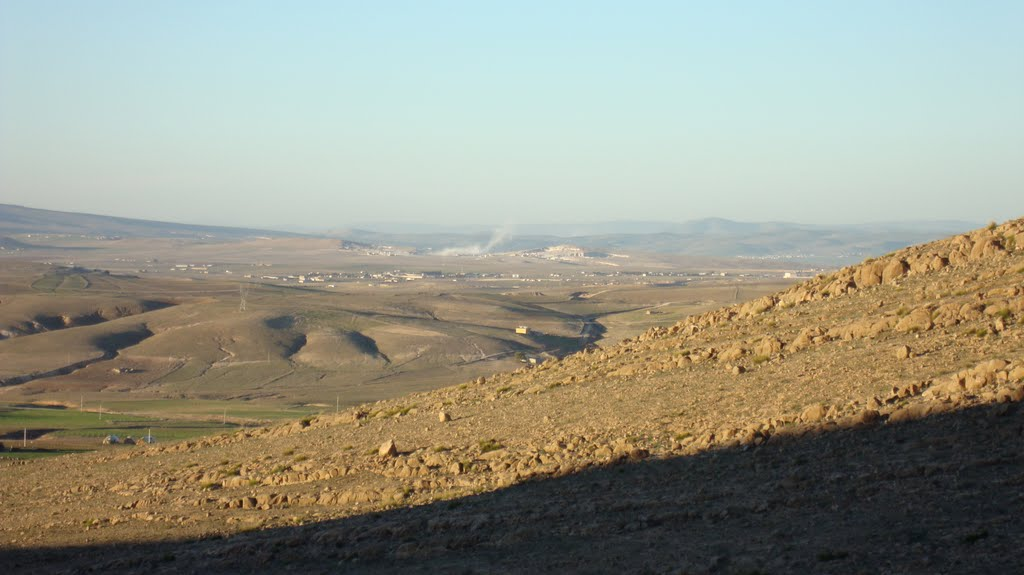
Ravinements (Badlands) secteur Fort Turc, Ain Fakroun

Les montagnes telliennes au nord de la wilaya sont calcaires  argileux. Sur les piémonts des horsts  (isolats montagneux  au-dessus de la haute plaine), de beaux sols limoneux de couleur saumon se sont formés grâce à l'apport de l'érosion des montagnes environnantes et de son épandage sur les hautes plaines.
Ils se dégradent à mesure que l'on se rapproche des lacs salés. Les massifs montagneux sont parfois recouverts de forêts claires  de chênes verts, genévriers de Phénicie, oléastres et  de pins d'Alep issus de reboisements et quelques îlots de cèdres  au Djebel Sidi Reghis.
Sur les sols argileux et plus salés, aux abords du Chott Gerâa EtTarf, poussent l'armoise blanche (artesemia), au fort parfum, souvent confondue avec le thym.
L'érosion est très forte dans cette région ; la combinaison sols nus et pluviométrie violente sur une courte durée érode rapidement les sols qui à terme forment des ravinements.La forêt ne représente que 13 % de la superficie de la wilaya.

### Climat

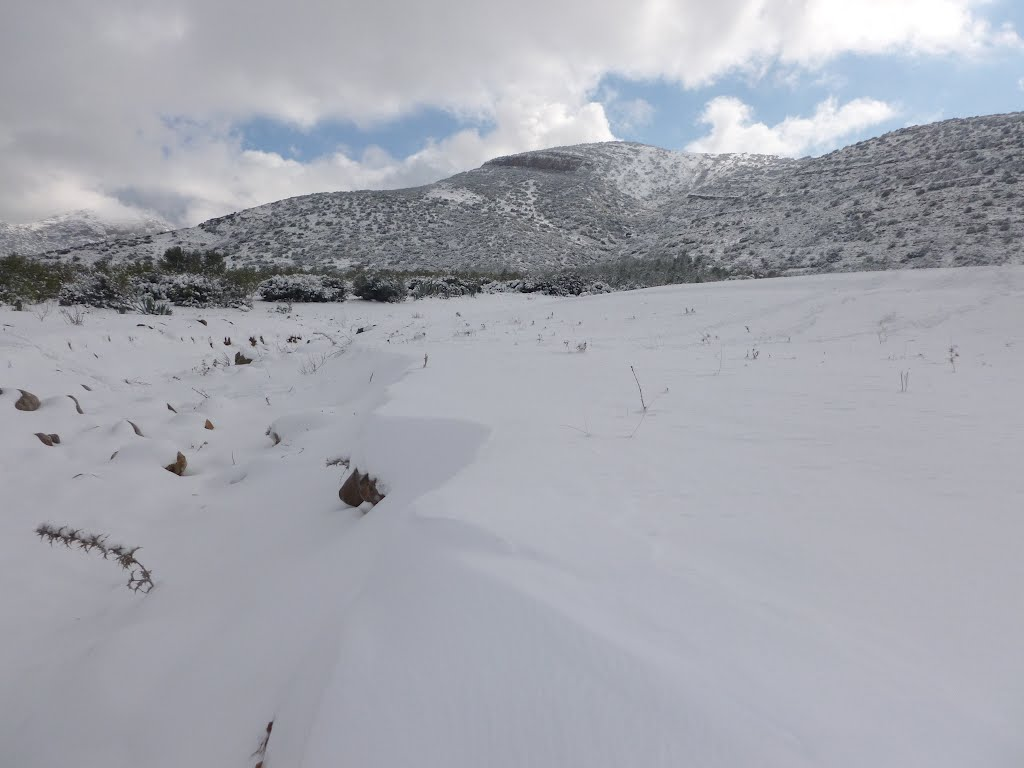
Mechta Kef El Hassi, sud ouest de Ain Mlila; hiver 2012

La wilaya d'Oum El Bouaghi est située dans un couloir entre l'Atlas tellien au nord, l'Atlas saharien dont les Aurès au sud. Le facteur vent est omniprésent parfois de manière violente (effet venturi).
Les influences méditerranéennes douces en hiver et rafraîchissantes en été sont arrêtées par la barrière montagneuse tellienne, les influences chaudes du Sahara sont bloquées par l'Atlas saharien et le massif des Aurès en hiver. C'est la raison pour laquelle les hivers sont rigoureux.

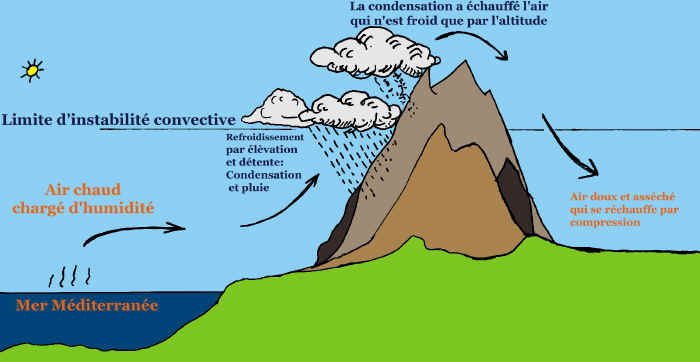
Effet de foehn

En revanche, l'été est régi par une stabilité atmosphérique engendrée par la remontée des hautes pressions tropicales venues du Sahara.De redoutables coups de Sirocco (chehili) se manifestent par à coup, il est souvent violent et soulève des tourbillons de poussière rouge. La continentalité participe également au maintien du temps chaud et sec.
La pluviométrie est irrégulière, les pluies sont issues des perturbations venues du nord-ouest ou des dépressions méditerranéennes, celles-ci butent sur les chaînons telliens au nord; 1 500 mm /an sur la presqu'île de Collo (épisodes telliens ; néologisme faisant référence aux épisodes cévenols  au sud est de la France). Au contact de la montagne, la masse d'air s'élève et s'assèche : cela engendre un effet de foehn sur la wilaya d'Oum el Bouaghi, il ne tombe plus alors que 400 à 450 mm /an de précipitations.La zone la plus humide est  Ain El Borj, (daira de Sigus) avec 561 mm/an et à contrario 368 mm à Ouled Zouai  (Daira de Souk Naamane).
Seules les zones  montagneuses  au-dessus  de 1 300 m reçoivent jusqu'à 700 mm/an grâce aux ascendances orographiques, présence parfois de nuages uniquement au-dessus de ces montagnes, notamment l'ensemble Guérioun, Nif Ensser, Ras Erihane Fortas, le Tolba et Sidi Regheis.
C'est l'une des wilayas du nord les plus arrosées en juillet de toute l'Algérie avec une moyenne de 11 mm de précipitations pour ce mois à Oum el Bouaghi et 19 mm à Meskiana.
La wilaya est l'une des zones les plus foudroyées du Maghreb avec six impacts de foudre au km2 /an). Le record en Afrique du Nord étant entre sept et huit impacts sur les Aurès.

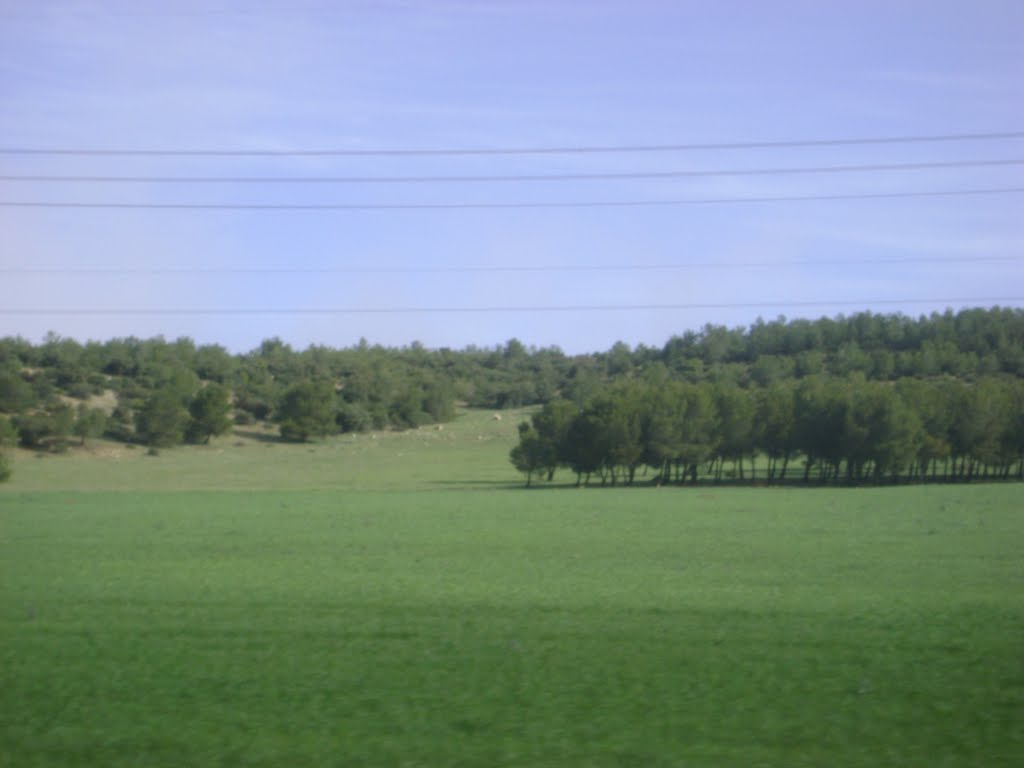
Secteur de Ain Baida au printemps

Le climat est de type semi-aride continental syrien ; les hivers sont froids; 8 jours de neige en moyenne par an à Ain Mlila. Beaucoup plus en altitude, 44,4 jours de gel par exemple à Ain Fakroun avec des épisodes neigeux parfois importants, Le manteau neigeux peut perdurer quelques semaines au-dessus de 1 500 mètres.
Des températures de −16 °C furent relevées à Ain Beida pendant la période coloniale.
Les étés sont très chauds et secs du fait de l'éloignement de la mer avec une particularité, des orages peuvent se former grâce à des gouttes froides en altitude, dépressions thermiques le plus souvent (abaissement de la pression en journée par la forte chaleur) ou des débordements orageux en provenance des Aurès par marais barométrique, ils sont accompagnés de grêle et de fortes précipitations brèves et locales qui peuvent se manifester de manière violente même en juillet et début août, ce qui en fait une particularité locale car toute l'Algérie du nord  est soumise à une aridité estivale continue.
En conséquence, les étés sont trop chauds et secs et les hivers trop froids ; ici, la végétation ne trouve pas des conditions favorables pour sa croissance, la couverture végétale est xérophile (adaptée à l'aridité), l'arbre est absent, seules les plantes steppiques s'y adaptent bien. En revanche, les cultures de blé et de l'orge peuvent se faire sans irrigation sur ces vastes hautes plaines.

### Zones humides

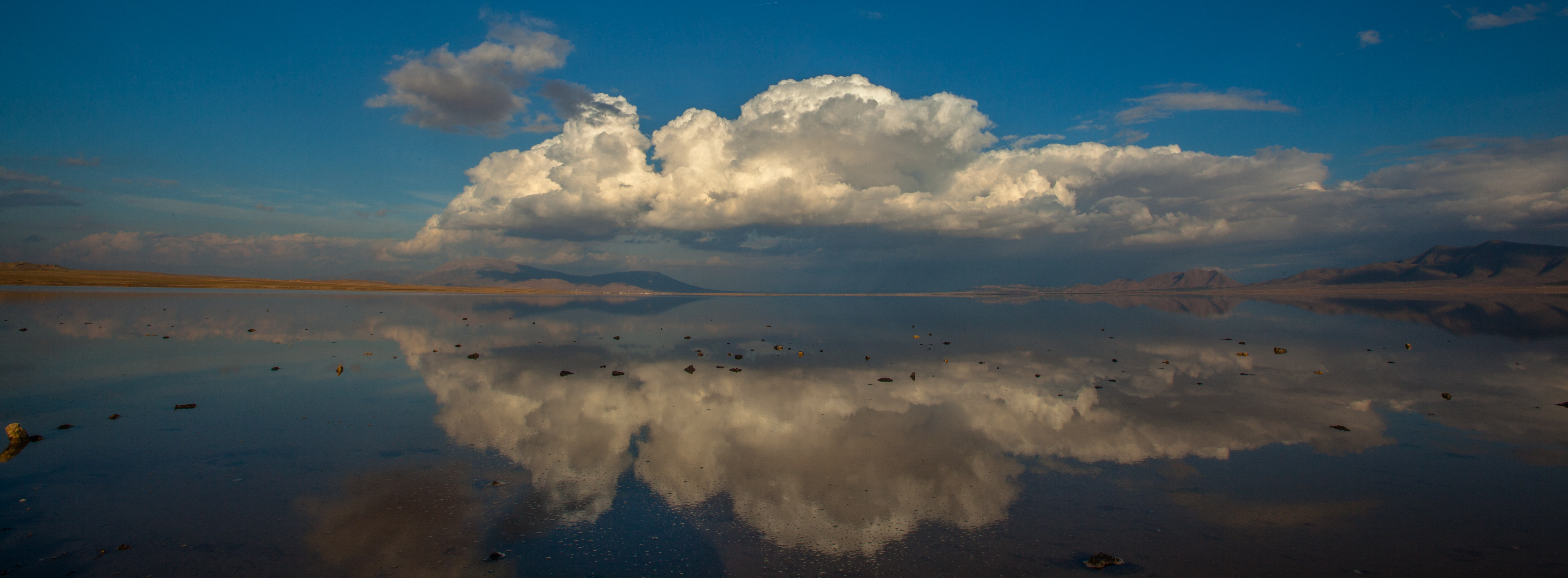
Une sebkha à Oum El Bouaghi.

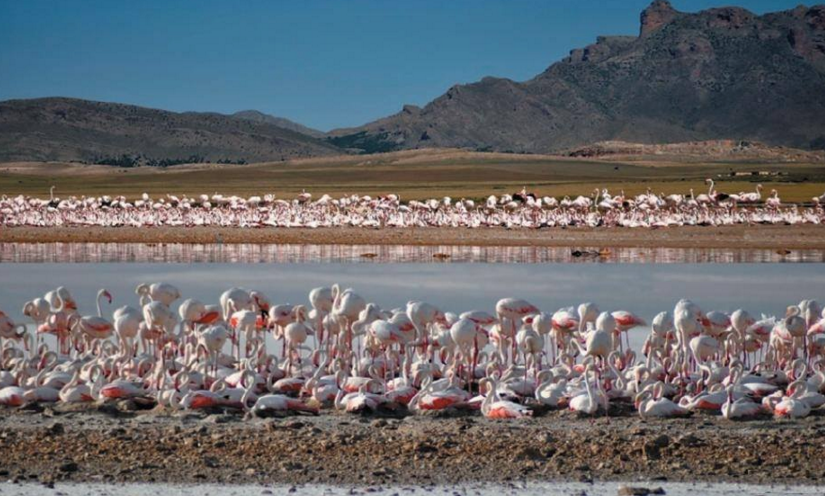
Flamant Rose Sebkha Ezzemoul

La wilaya de Oum-El-Bouaghi compte plusieurs zones humides dont trois principales Sebkhas ou Chotts : Guerrah Etarf, Guerrah El Guelif, Guerrah Ank Jemel El Merhssel, Sebkhet Ezzemoul et Chott Tinsilt.
Elles sont situées principalement dans la daïra d'Oum El Bouaghi. Ces zones humides sont d'importance mondiale,. Les zones humides de Oum-El-Bouaghi forment une zone humide protégée par la Convention de Ramsar.
Les flamants roses d’Algérie (constitue la plus grande zone de nidification de flamants de la Méditerranée)… Le pays est riche en zones humides qui jouent un rôle important dans les processus vitaux. L’Algérie renferme les plus importants zones humides du bassin méditerranéen , non seulement en termes de richesse mais aussi en termes d’originalité et de rareté, elle comprend plus d’un millier recensés dans tout le pays, dont 50 zones humides classés réserve de biosphère par l’UNESCO.
Le lac salé Mzouri / Sebkha d’Ezzemoul, est un lac salé exploité en partie pour l’extraction du sel, et constitue la plus grande zone de nidification de flamants de la Méditerranée.. situé au nord-est de l’Algérie à Oum El Bouaghi dans la commune Ouled Zouaï est d’une superficie de 6 765 ha..

## Histoire
D’après les fouilles archéologiques et les études historiques, la région abrite des restes d’animaux disparus et les traces des premiers hommes ainsi que d’autres intérêts archéologiques, en plus des vestiges de la période romaine visibles à Sigus, Ksar Sbahi  et Dhalaa.
La wilaya est peuplée par les Chaouis dits des Plaines.

## Administration et territoire

Les communes de la wilaya d'Oum El Bouaghi selon leurs code ONS

### Walis
Le poste de wali de la wilaya d'Oum El Bouaghi a été occupé par plusieurs personnalités politiques nationales depuis sa création le 2 juillet 1974 par l'ordonnance no 74-69 qui réorganise le territoire algérien en portant le nombre de wilayas de quinze à trente et une.
| N° | Wali                        | Début              | Fin               |
| -- | --------------------------- | ------------------ | ----------------- |
| 1  | Ali Boukikaz                |                    | 31 août 1978      |
| 2  | Mohamed Mourah              | 1er septembre 1978 | 13 mai 1984       |
| 3  | Abderrezak Taleb Bendiab    | 13 mai 1984        | 7 mai 1986        |
| 4  | Abdelkader Djakmine         | 7 mai 1986         | 26 juillet 1989   |
| 5  | Mohamed Ould Kada Bensenane | 26 juillet 1989    | 29 juillet 1990   |
| 6  | Tahar Sekrane               | 29 juillet 1990    | 21 août 1991      |
| 7  | Brahim Merad                | 1995               | 11 juillet 1995   |
| 8  | Omar Hattab                 | 11 juillet 1995    | 22 août 1999      |
| 9  | Hassan Hamadache            | 22 août 1999       | 4 août 2001       |
| 10 | Mohamed Bouderbali          | 4 août 2001        | 12 mars 2006      |
| 11 | Abdelghani Zalène           | 12 mars 2006       | 30 septembre 2010 |
| 12 | Mohamed Salah Manaâ         | 30 septembre 2010  | 22 juillet 2015   |
| 13 | Abdelhakim Chater           | 22 juillet 2015    | 20 janvier 2020   |
| 14 | Zine Eddine Tibourtine      | 20 janvier 2020    | 14 septembre 2022 |
| 15 | Samir Nefla                 | 14 septembre 2022  | 6 septembre 2023  |
| 16 | Aissa Aissat                | 6 septembre 2023   | 5 novembre 2024   |
| 17 | Benabdallah Chaïb Eddour    | 5 novembre 2024    | en cours          |

### Daïras
La wilaya d'Oum El Bouaghi est composée de douze daïras.

### Communes
La wilaya d'Oum El Bouaghi compte 29 communes.

## Urbanisation

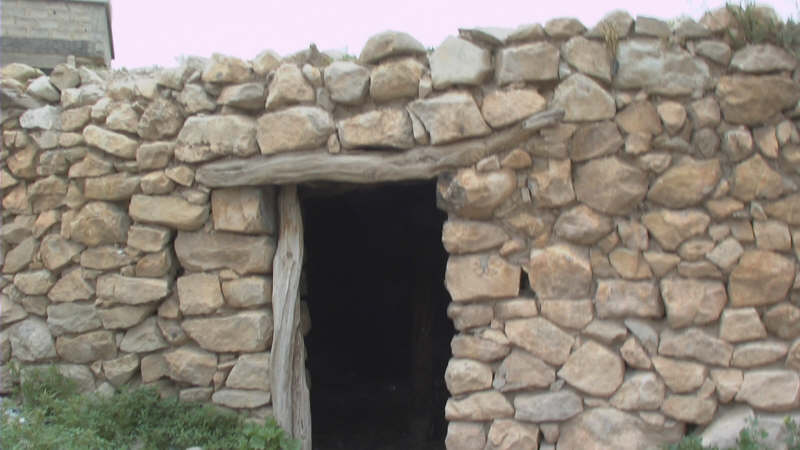
Maison traditionnelle chaouie

La wilaya, notamment habitée par la tribu des Haraktas, est une zone rurale caractérisée par un habitat dispersé où des groupements de maisons (mechtas) paraissent assez denses.
La maison traditionnelle Chaoui des hautes plaines  se compose d'une cour intérieure (houche) entourée de 3 ou 4 constructions : la cuisine, la pièce originelle du père et de la mère, une autre pour les enfants mariés et les invités, une pièce rudimentaire où l'on cuit le pain, enfin les dépendances pour les animaux domestiques mais qui ne communiquent pas avec la cour centrale. Depuis, la maison des hautes plaines s'est modernisée ; c'est la maison à étages qui prévaut avec garages ou commerces au rez-de-chaussée.
La localisation des agglomérations se concentre généralement sur les piémonts du Tell comme Aïn M'lila, Aïn Kercha, Souk Naamane, Ksar Sbahi, ces villes se sont développées, grâce à des nappes phréatiques et aux sols riches limoneux descendus de ces massifs.
D'autres agglomérations plus importantes se sont développées aux pieds des horsts (massifs isolés) comme Oum el Bouaghi ou Aïn Beïda, elles bénéficient de l'axe routier entre Tebessa et Constantine.

## Ressources hydriques
La wilaya recèle d’importantes ressources en eau qui proviennent essentiellement des nappes aquifères. La wilaya d'oum El Bouaghi comprend le barrage d'Ourkis. Ce barrage fait partie des 65 barrages opérationnels en Algérie alors que 30 autres sont en cours de réalisation en 2015.

## Santé
La wilaya compte sept hôpitaux, 18 polycliniques et 107 salles de soin. Les hôpitaux de la wilaya sont : l'Hôpital Mohamed Boudiaf d'Oum El Bouaghi, l'Hôpital ancien d'Oum El Bouaghi, l'Hôpital Zerdani Salah d'Aïn Beïda, l'Hôpital de Meskiana, l'Hôpital de Aïn M’lila et l'Hôpital de Aïn Fakroun.

## Économie
Le tissu économique et industriel de la wilaya est structuré autour de zones industrielles et zones d'activités: 
- Zones industrielles : 2 zones d’une superficie de 292 ha.
- Zones d’activités : 20 zones d’une superficie de 409 ha dont 9 zones déjà viabilisées et 11 en cours.

## Infrastructures
- Électricité : 3 postes-sources et un réseau transport très dense (+1 100 000 m) en moyenne tension.
- Gaz naturel : de réelles possibilités de mise sous gaz existent, dans la mesure où la wilaya est traversée par un gazoduc de 20 pouces. Aussi, le potentiel énergétique a été renforcé par la centrale – turbine à gaz de F’Kirina, d’une puissance de 292,4 MW.

### Transport routier
D'une longueur de 1 748,86 km, le réseau routier de la wilaya d’Oum El Bouaghi, est un réseau maillé à l’intérieur et offre une bonne desserte vers l’extérieur. Il est composé de 414 km de routes nationales, 413 km de chemins de wilaya et 922 km de chemins communaux.
En outre, la wilaya est connue par l’abondance des gisements de dolomie et d’argile, des carrières d’agrégats et sables, des marais salants et des gîtes pour la fabrication de ciments.

## Agriculture
Le territoire de la wilaya d’Oum El Bouaghi est constitué de hautes plaines, aptes à recevoir diverses cultures. La superficie agricole utile (SAU) d’une superficie de 361 688 hectares représente 62,36 % de la superficie agricole totale, dont 35 520 ha de terre irrigables, ceci lui confère de réelles possibilités de mise en valeur agricol.

## Tourisme

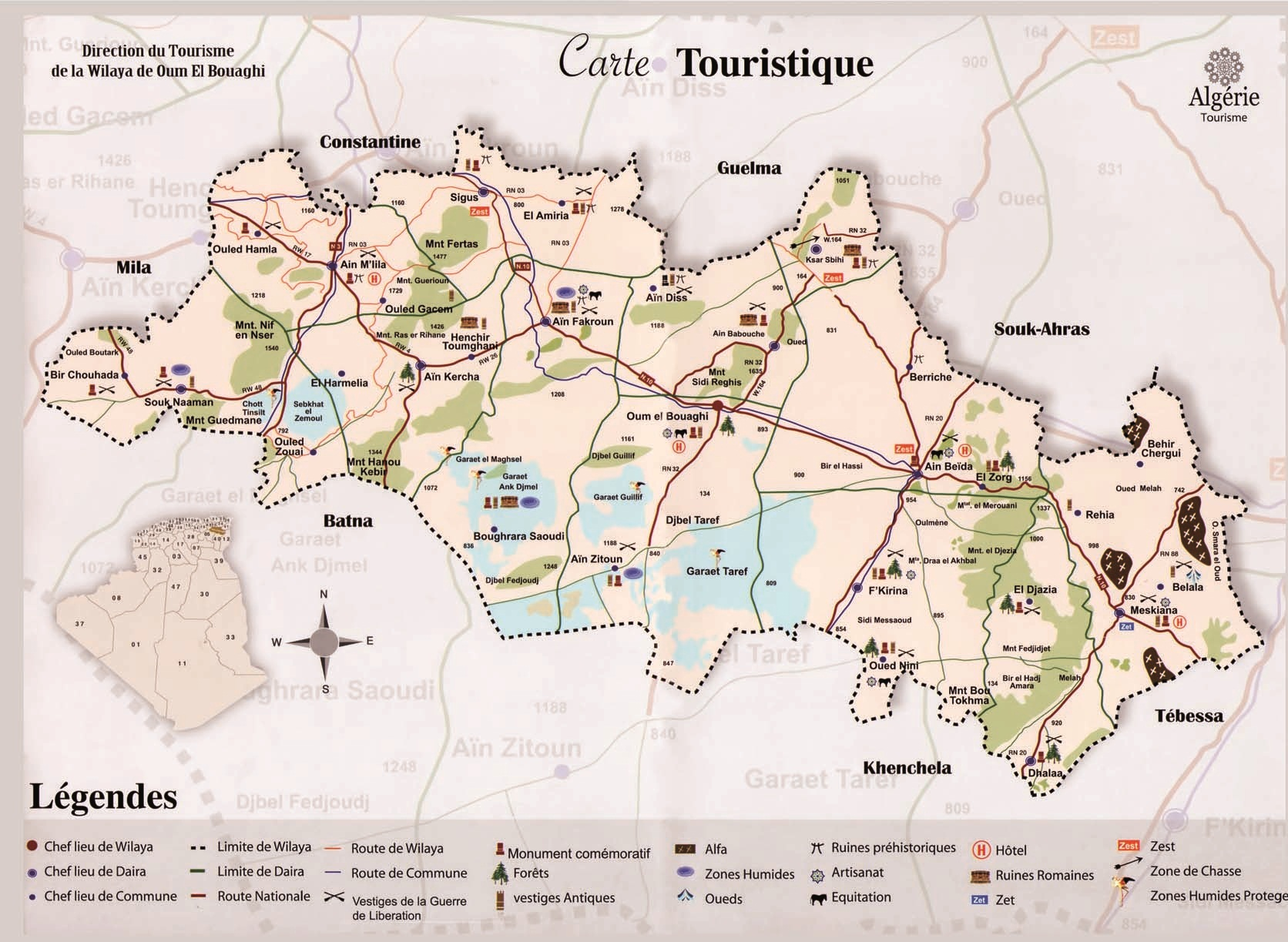

Un syndicat d'initiative est à la disposition des touristes pour tout renseignements. La wilaya abrite des nombreux sites et monuments : vestiges romains à Ksar Sbahi et Dhalâa, mausolées berbères ainsi que d'autres sites touristiques. La wilaya possède de nombreux atouts touristiques à exploiter: comme le parapente, activité nautique, randonnée et ascensions des monts, pêche au barrage d'Ourkis, équitation, observation ornithologique au niveau des sebkha. Artisanat, gastronomie  varié à découvrir, , etc.

## Musique
Pour un article plus général, voir Chaoui (musique).
La wilaya d'Oum El Bouaghi , notamment  le chef-lieu Oum El Bouaghi,  compte de nombreux artistes reconnus parmi lesquels le chantre de la chanson Chaoui, Aïssa Djermouni.
En août 2009, l'ENTV (la télévision publique algérienne), a diffusé une série documentaire qui retrace sa vie, il est également le premier artiste du monde arabe à s'être produit à l'Olympia, en France en 1937. La wilaya compte aussi d'autres artistes chanteurs Chaouis tel le groupe Thiguyères   ainsi  que la chanteuse Yamina plus connue sous le nom de Cheba Yamina et Djamel Sabri , chanteur d’expression amazigh.

## Galerie de photos

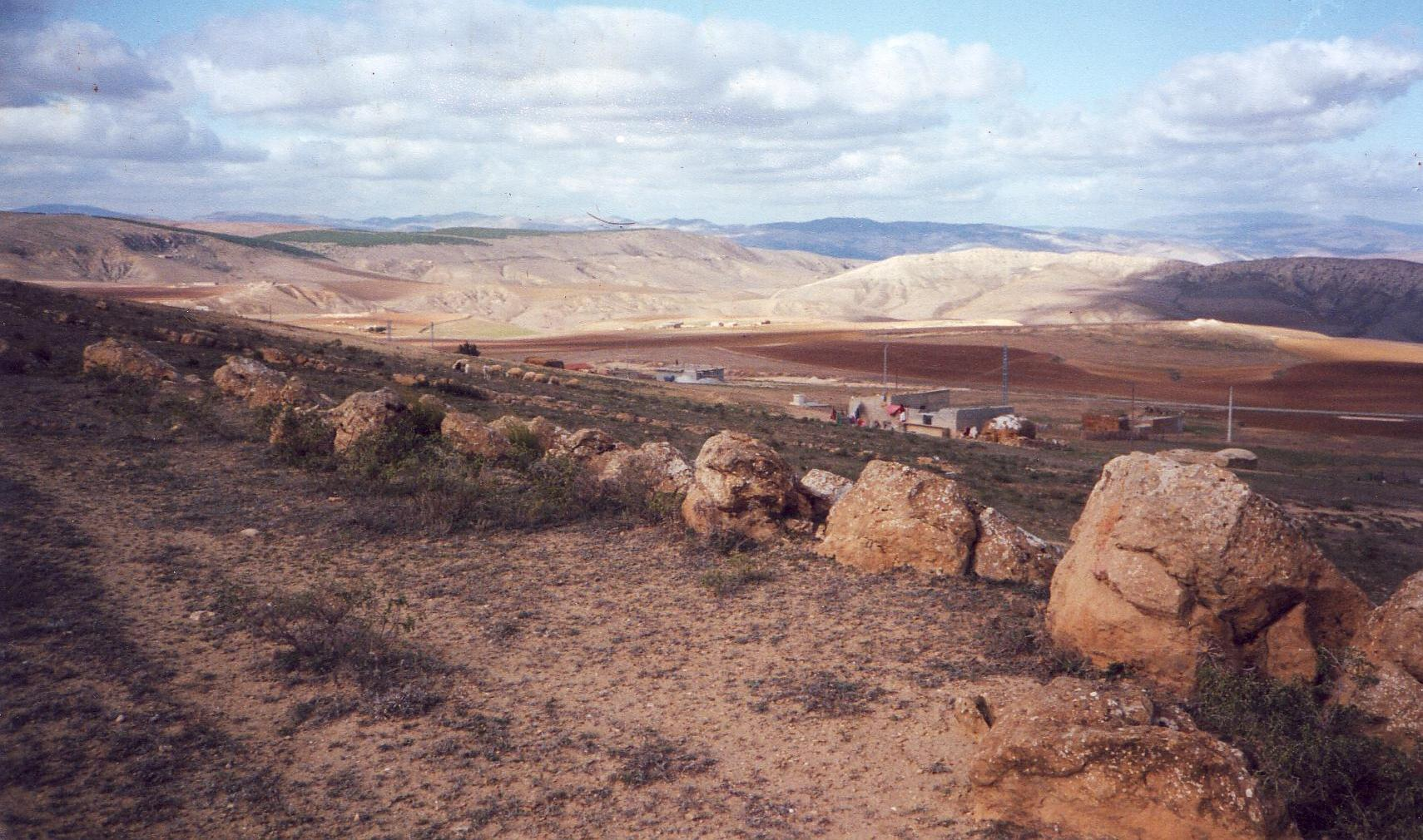
Tell méridional sur les hauteurs de Ksar  Sbahi, vue en direction du Nord
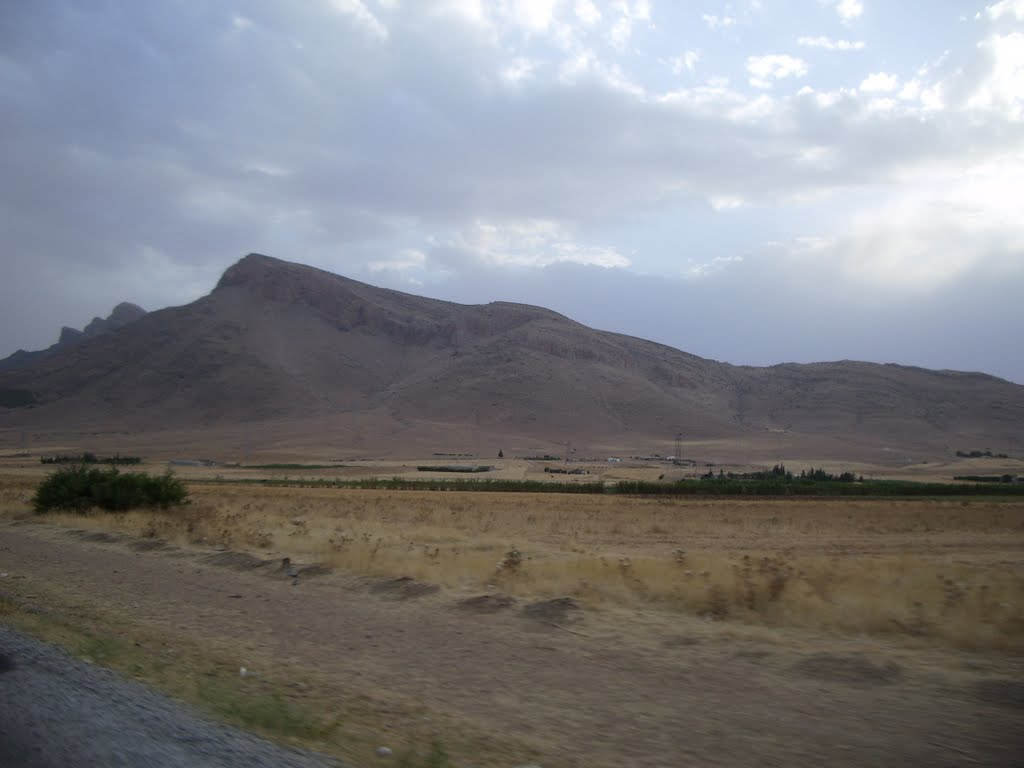
Djebel Ennif Enser (bec d'aigle)
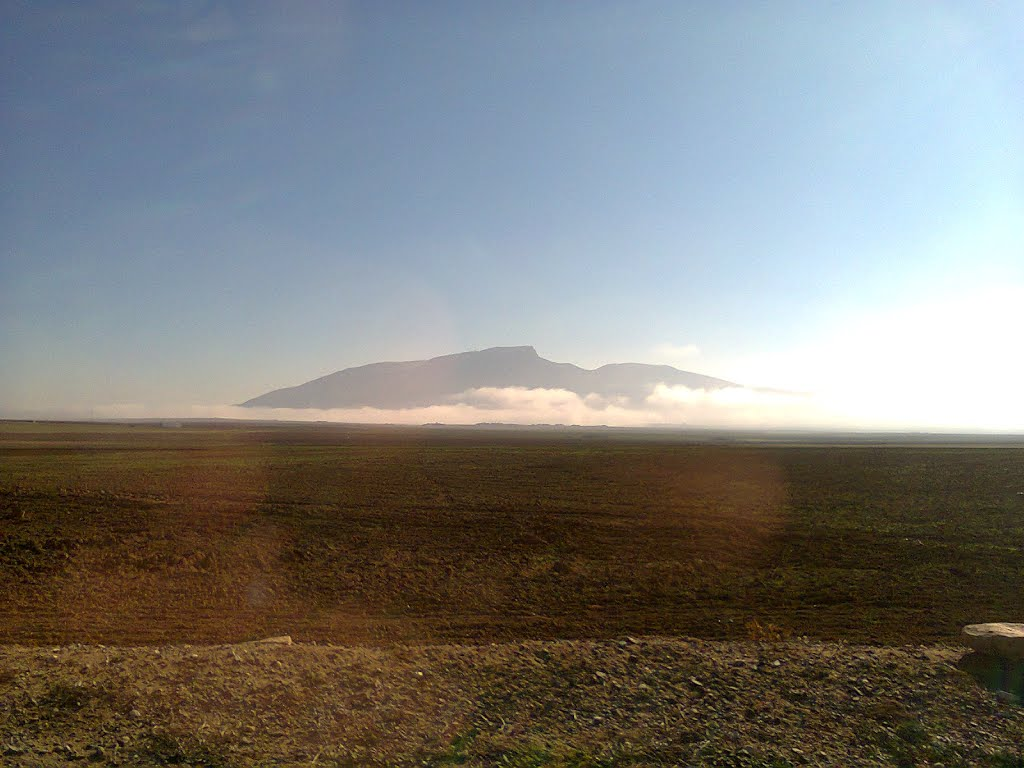
La plaine de Bir Chahem au fond Sidi Reghis versant nord
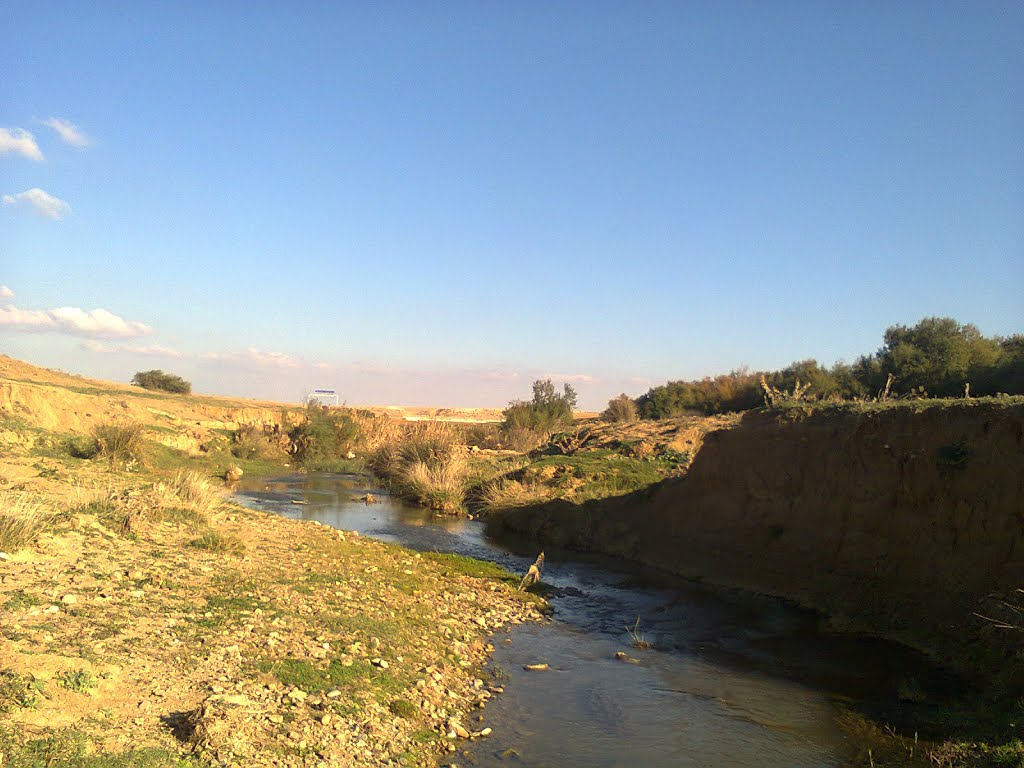
Oued Charef
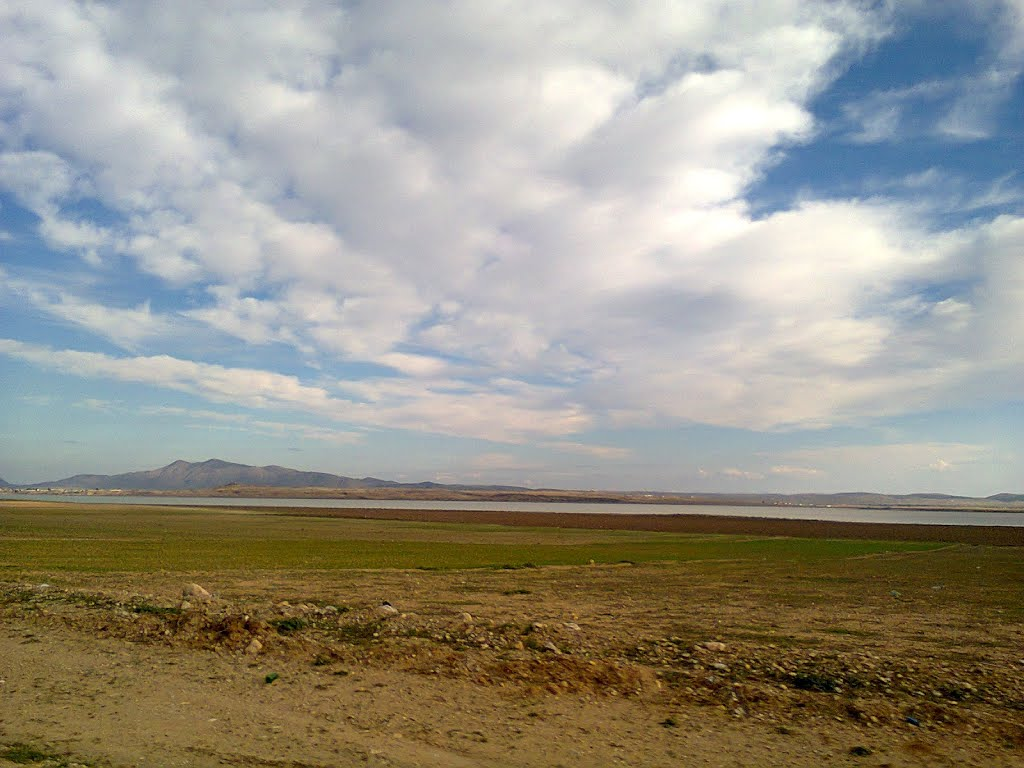
Chott Tinsilt